# Telophorus
Telophorus és un gènere d'ocells de la família dels malaconòtids (Malaconotidae ).

## Llistat d'espècies
Segons la Classificació del Congrés Ornitològic Internacional (versió 11.1, 2021) aquest gènere està format per 4 espècies:
- bubú de doble collar (Telophorus viridis).
- bubú de Doherty (Telophorus dohertyi).
- bubú xiulador (Telophorus zeylonus).
- bubú de pit rosat (Telophorus cruentus).